# Randy Neal
Randy Neal (* 27. Dezember 1956 in London, Ontario) ist ein ehemaliger kanadischer Eishockeyspieler und derzeitiger -trainer.

## Werdegang
Der Abwehrspieler Randy Neal begann seine Profikarriere im Jahre 1975 beim niederländischen Club GIJS Groningen, mit dem er ein Jahr später in die erstklassige Eredivisie aufstieg. 1977 verließ er den Verein mit unbekanntem Ziel. Ab 1981 spielte Neal in Deutschland für den TSV Peißenberg in der drittklassigen Oberliga Süd. Drei Jahre später wechselte Neal zum Bayernligisten ERV Schweinfurt, mit dem er 1985 prompt in die Regionalliga Süd aufstieg. Trotz sportlichem Klassenerhalts zog der Verein in die Landesliga zurück.
Nach zwei Jahren Landesliga wechselte Randy Neal 1988 zum ESC Wolfsburg in die 2. Bundesliga Nord. Dort blieb er ein Jahr, bevor er zum Oberligisten EC Nordhorn weiterzog. Mit den Nordhornern wurde er in der Saison 1989/90 Vizemeister der Oberliga Nord. Es folgte ein Jahr beim EC Peiting in der Oberliga Süd, bevor er 1991 zum Herforder EG in die Oberliga Nord wechselte und als Spielertrainer wirkte. Im Jahre 1993 kehrte Randy Neal zum ERV Schweinfurt zurück und spielte für den Verein in der Regionalliga Süd bzw. 2. Liga Süd. In den Spielzeiten 2001/02 sowie 2003/04 spielte Neal nochmal für den bayerischen Landesligisten SC Forst.
Nach seiner Spielerkarriere wirkte Neal als Trainer bei den Tölzer Löwen, dem TSV Peißenberg, dem HC Landsberg, dem ESC Dorfen und den ESC River Rats Geretsried. In der Saison 2015/16 wurde Randy Neal zum Trainer des Jahres der Bayernliga gewählt.